# Hugh Shaw
Hugh Shaw (... – Edimburgo, 1976) è stato un allenatore di calcio e calciatore scozzese, tre volte campione di Scozia con l'Hibernian (1948, 1951 e 1952). Con l'acquisto di Bobby Johnstone completa i Famous Five che gli consentono di conquistare i due titoli consecutivi del 1951 e del 1952.

## Statistiche da allenatore

### Club
In grassetto le competizioni vinte.
| Stagione         | Squadra          | Campionato       | Campionato | Campionato | Campionato | Campionato | Coppe nazionali | Coppe nazionali | Coppe nazionali | Coppe nazionali | Coppe nazionali | Coppe continentali | Coppe continentali | Coppe continentali | Coppe continentali | Coppe continentali | Altre coppe | Altre coppe | Altre coppe | Altre coppe | Altre coppe | Totale | Totale | Totale | Totale | Vittorie % | Piazzamento |
| Stagione         | Squadra          | Comp             | G          | V          | N          | P          | Comp            | G               | V               | N               | P               | Comp               | G                  | V                  | N                  | P                  | Comp        | G           | V           | N           | P           | G      | V      | N      | P      | %          | Piazzamento |
| ---------------- | ---------------- | ---------------- | ---------- | ---------- | ---------- | ---------- | --------------- | --------------- | --------------- | --------------- | --------------- | ------------------ | ------------------ | ------------------ | ------------------ | ------------------ | ----------- | ----------- | ----------- | ----------- | ----------- | ------ | ------ | ------ | ------ | ---------- | ----------- |
| feb.-giu. 1948   | Hibernian        | SDA              | ?          | ?          | ?          | ?          | SC              | 4               | 3               | 0               | 1               | -                  | -                  | -                  | -                  | -                  | -           | -           | -           | -           | -           | 4      | 3      | 0      | 1      | 75,00      | 1º          |
| 1948-1949        | Hibernian        | SDA              | 30         | 17         | 5          | 8          | SC+SLC          | 4+6             | 2+3             | 1+1             | 1+2             | -                  | -                  | -                  | -                  | -                  | -           | -           | -           | -           | -           | 40     | 22     | 7      | 11     | 55,00      | 3º          |
| 1949-1950        | Hibernian        | SDA              | 30         | 22         | 5          | 3          | SC+SLC          | 1+6             | 0+6             | 0+0             | 1+3             | -                  | -                  | -                  | -                  | -                  | -           | -           | -           | -           | -           | 37     | 28     | 5      | 7      | 75,68      | 2º          |
| 1950-1951        | Hibernian        | SDA              | 30         | 22         | 4          | 4          | SC+SLC          | 5+12            | 3+9             | 1+1             | 1+2             | -                  | -                  | -                  | -                  | -                  | -           | -           | -           | -           | -           | 47     | 34     | 6      | 7      | 72,34      | 1º          |
| 1951-1952        | Hibernian        | SDA              | 30         | 20         | 5          | 5          | SC+SLC          | 3+6             | 0+2             | 2+1             | 1+3             | -                  | -                  | -                  | -                  | -                  | -           | -           | -           | -           | -           | 39     | 22     | 8      | 9      | 56,41      | 1º          |
| 1952-1953        | Hibernian        | SDA              | 30         | 19         | 5          | 6          | SC+SLC          | 5+9             | 3+6             | 1+0             | 1+3             | -                  | -                  | -                  | -                  | -                  | -           | -           | -           | -           | -           | 44     | 28     | 6      | 10     | 63,64      | 2º          |
| 1953-1954        | Hibernian        | SDA              | 30         | 15         | 4          | 11         | SC+SLC          | 3+9             | 2+7             | 0+1             | 1+1             | -                  | -                  | -                  | -                  | -                  | -           | -           | -           | -           | -           | 42     | 24     | 5      | 13     | 57,14      | 5º          |
| 1954-1955        | Hibernian        | SDA              | 30         | 15         | 4          | 11         | SC+SLC          | 1+6             | 0+3             | 0+1             | 1+2             | -                  | -                  | -                  | -                  | -                  | -           | -           | -           | -           | -           | 37     | 18     | 5      | 14     | 48,65      | 5º          |
| 1955-1956        | Hibernian        | SDO              | 34         | 19         | 7          | 8          | SC+SLC          | 2+6             | 0+3             | 1+1             | 1+2             | CC                 | 6                  | 3                  | 1                  | 2                  | -           | -           | -           | -           | -           | 48     | 25     | 10     | 13     | 52,08      | 4º          |
| 1956-1957        | Hibernian        | SDO              | 34         | 12         | 9          | 13         | SC+SLC          | 1+6             | 0+0             | 0+1             | 1+5             | -                  | -                  | -                  | -                  | -                  | -           | -           | -           | -           | -           | 41     | 12     | 10     | 19     | 29,27      | 9º          |
| 1957-1958        | Hibernian        | SDO              | 34         | 13         | 5          | 16         | SC+SLC          | 7+6             | 4+3             | 2+1             | 1+2             | -                  | -                  | -                  | -                  | -                  | -           | -           | -           | -           | -           | 47     | 20     | 8      | 19     | 42,55      | 9º          |
| 1958-1959        | Hibernian        | SDO              | 34         | 13         | 6          | 15         | SC+SLC          | 5+6             | 3+4             | 1+0             | 1+2             | -                  | -                  | -                  | -                  | -                  | -           | -           | -           | -           | -           | 45     | 20     | 7      | 18     | 44,44      | 10º         |
| 1959-1960        | Hibernian        | SDO              | 34         | 14         | 7          | 13         | SC+SLC          | 3+6             | 2+0             | 0+0             | 1+6             | -                  | -                  | -                  | -                  | -                  | -           | -           | -           | -           | -           | 43     | 16     | 7      | 20     | 37,21      | 7º          |
| 1960-1961        | Hibernian        | SDO              | 34         | 15         | 4          | 15         | SC+SLC          | 5+6             | 3+2             | 1+1             | 1+3             | CdF                | 5                  | 1                  | 3                  | 1                  | -           | -           | -           | -           | -           | 50     | 21     | 9      | 20     | 42,00      | 8º          |
| Totale Hibernian | Totale Hibernian | Totale Hibernian | 414+       | 216+       | 70+        | 128+       |                 | 139             | 72              | 19              | 48              |                    | 11                 | 4                  | 4                  | 3                  |             | -           | -           | -           | -           | 564    | 292    | 93     | 179    | 51,77      |             |
| 1961-1962        | Raith Rovers     | SDO              | 34         | 10         | 7          | 17         | SC+SLC          | 5+6             | 2+2             | 2+0             | 1+4             | -                  | -                  | -                  | -                  | -                  | -           | -           | -           | -           | -           | 45     | 14     | 9      | 22     | 31,11      | 13º         |
| Totale carriera  | Totale carriera  | Totale carriera  | 448+       | 226+       | 77+        | 145+       |                 | 150             | 76              | 21              | 53              |                    | 11                 | 4                  | 4                  | 3                  |             | -           | -           | -           | -           | 609    | 306    | 102    | 201    | 50,25      |             |

## Palmarès

### Giocatore

#### Competizioni nazionali
- Campionato scozzese: 1

Rangers: 1926-1927

### Allenatore

#### Competizioni nazionali
- Campionato scozzese: 3

Hibernian: 1947-1948, 1950-1951, 1951-1952